# Marie Louise Coleiro Preca
Marie Louise Coleiro Preca (rojena 7. decembra 1958) je malteška političarka, ki opravlja funkcijo predsednice države. Je deveta predsednica države in dosedaj najmlajša ob prevzemu položaja. Po Agathi Barbara je druga ženska  v zgodovini Malte, ki opravlja to funkcijo. Pred prevzemom položaja 4. aprila 2014 je bila od leta 1998 do leta 2014 članica parlamenta, med 11. marcem 2013 in 29. marcem 2014 pa je bila Ministrica za družino in socialno solidarnost. Je članica Laburistične stranke (Labour Party).

## Življenjepis
Coleiro Preca je rojena v mestecu Qormi 7. decembra 1958. Študirala je na Univerzi na Malti, kjer je diplomirala iz pravnih in humanističnih ved. Ima diplomo notarja. Je poročena in mati enega otroka.

## Politična kariera
V Laburistični stranki je članica vodstva stranke, kjer je bila namestnica generalnega sekretarja stranke in pozneje med leti 1982 in 1991 generalna sekretarka stranke. Bila je edina ženska, ki je v kaki malteški politični stranki opravljala tako visoko dolžnost. Bila je tudi članica nacionalnega odbora mladih socialistov (danes Laburistični forum mladih). Med leti 1996 in 2001 je bila predsednica ženske sekcije Laburistične stranke. Je ustanovna članica Fondacije Guze Ellul Mercer. Bila je tudi urednica strankinega tednika Il-Helsien, ki je pozneje prenehal z izhajanjem.
Med leti 1998 in 2014 je bila članica parlamenta. Kot opozicijska poslanka Coleiro Preca je delovala v vladi v senci, kot ministrica za socialno politiko in od leta 1998 kot članica stalnega parlamentarnega odbora za socialna vprašanja.
Leta 2008, ko je s položaja predsednika Laburistične stranke odstopil Alfred Sant je neuspešno kandidirala za položaj predsednice stranke.
Med marcem 2013 in marcem 2014 je vodila Ministrstvo za družino in socialno solidarnost.

## Predsednikovanje
1.marca 2014 je sprejela kandidaturo za položaj predsednice države. Na položaju je 4.aprila 2014 zamenjala dotedanjega predsednika Georga Abela, ki mu je potekel petletni mandat. S tem je postala najmlajša predsednica na tem položaju, hkrati pa druga ženska po Agathi Barbari (1923 do 2002), ki je predsedovala Malti med leti 1982 in 1987.
Leta 2014 je Coleiro Preca napovedala ustanovitev predsedniške fondacije za dobrobit, ki v vlogi svetovalne in raziskovalne organizacije svetuje predsedniku Malte za izboljšanje socialne vključenosti in življenjskega standarda.
Od leta 2015 je častna profesorica Univerze v Warwicku za politične in mednarodne študije.
Kot predsednica Malte je prejela malteški častni red za zasluge.
Leta 2015 je gostila srečanje  šefov držav in vlad članic Commonweltha, ki se ga je udeležila tudi britanska kraljica Elizabeta II.